# Município de Butler (condado de Darke, Ohio)
Localização do Ohio nos E.U.A.
O município de Butler (em inglês: Butler Township) é um local localizado no condado de Darke no estado estadounidense de Ohio. No ano 2010 tinha uma população de 1535 habitantes e uma densidade populacional de 17,1 pessoas por km².

## Geografia
O município de Butler encontra-se localizado nas coordenadas 39° 57′ 46″ N, 84° 39′ 04″ O. Segundo a Departamento do Censo dos Estados Unidos, o município tem uma superfície total de 89.78 km², da qual 89,62 km² correspondem a terra firme e (0,18 %) 0,16 km² é água.

## Demografia
Segundo o censo de 2010, tinha 1535 pessoas residindo no município de Butler. A densidade de população era de 17,1 hab./km².